# 真庭パーキングエリア
真庭パーキングエリア（まにわパーキングエリア）は、岡山県真庭市の中国自動車道上にあるパーキングエリアである。
岡山県内の中国自動車道で唯一の有人パーキングエリアであり、上り線・下り線共に売店は岡山ルートサービスが運営を担当している。

## 道路
- E2A 中国自動車道

## 沿革
- 2009年2月1日 : 売店の運営を西日本高速道路エンジニアリング中国から岡山ルートサービスに移管。

## 施設

### 上り線（大阪方面）
- 駐車場
  - 大型：6台
  - 小型：23台
  - 二輪：4台
  - 車椅子用駐車場有（小型：2台）
- トイレ
  - 男性 大2（和式0・洋式2）・小5
  - 女性 5（和式1・洋式4）
  - 車椅子用 1
- スナック（岡山ルートサービス、8:00 - 20:00）
- ショッピング（岡山ルートサービス、8:00 - 20:00）
- 自動販売機
- 携帯電話充電器（8:00 - 20:00）

### 下り線（広島方面）
- 駐車場
  - 大型：5台
  - 小型：24台
  - 二輪：4台
  - 車椅子用駐車場有（小型：3台）
- トイレ
  - 男性 大2（和式0・洋式2）・小5
  - 女性 5（和式1・洋式4）
  - 車椅子用 1

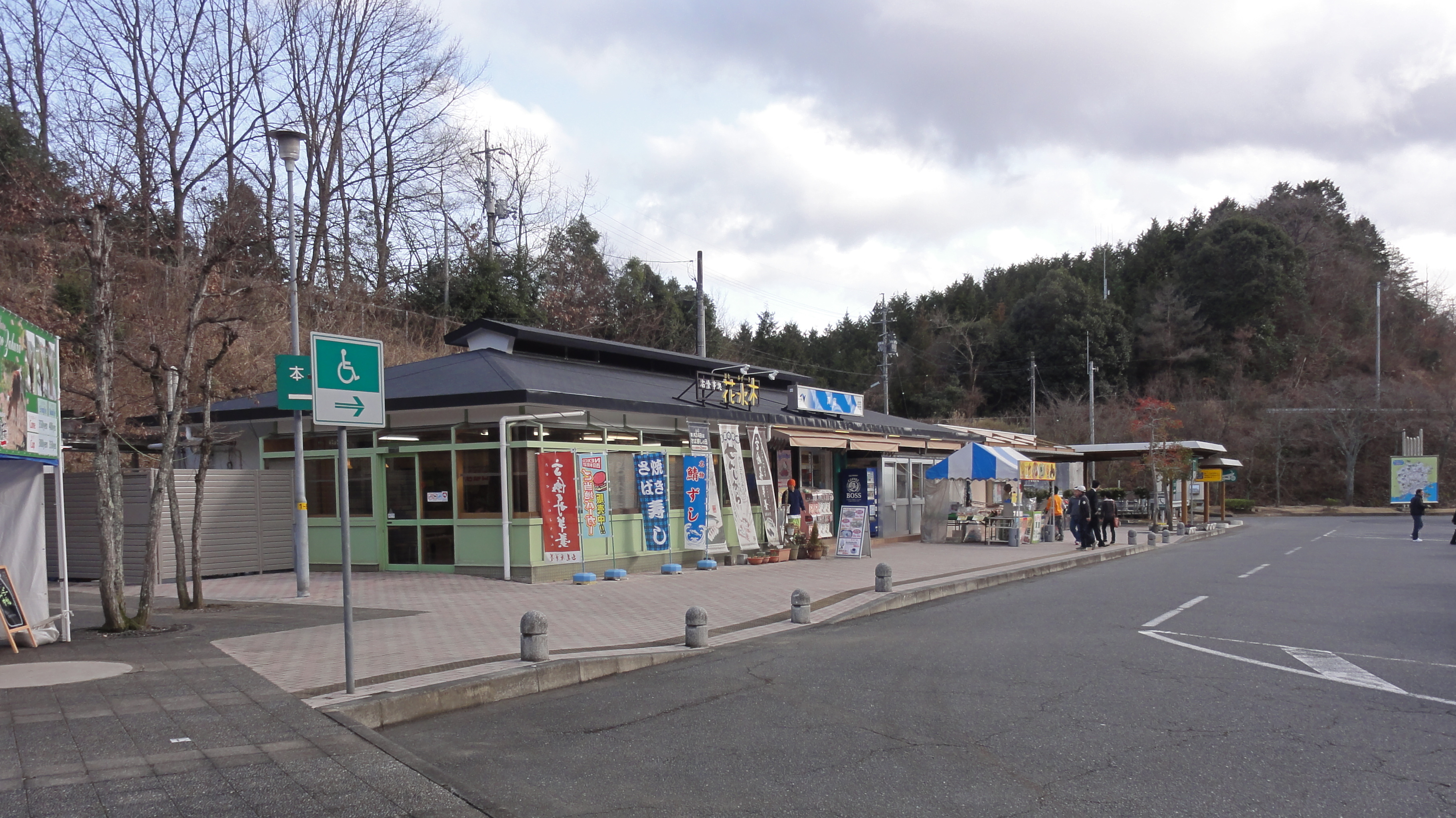
下り施設

- スナック（岡山ルートサービス、8:00 - 20:00）
- ショッピング（岡山ルートサービス、8:00 - 20:00）
- 自動販売機
- 携帯電話充電器（8:00 - 20:00）

## 隣
E2A 中国自動車道
(16)落合IC/BS - 真庭PA - (17)北房JCT - (18)北房IC